# Henry Motego
Henry Motego (né le 21 mai 1964) est un footballeur international kényan reconverti en entraîneur. Il évoluait au poste d'attaquant.

## Biographie
Il participe à trois éditions de la CAN (1988, 1990 et 1992), sans jamais dépasser le premier tour.